# A Man and His Cat
A Man and His Cat (jap. おじさまと猫 Ojisama to Neko) ist eine Mangaserie von Umi Sakurai, die seit 2017 in Japan erscheint. Sie erzählt Alltagsgeschichten über einen älteren Herrn, der sich einen Kater angeschafft hat, und wurde in mehrere Sprachen übersetzt. 2021 kam in Japan auch eine Adaption als Fernsehserie heraus.

## Inhalt
Nachdem seine Frau gestorben ist, lebt der ältere Herr Kanda allein. Um seine Einsamkeit zu überwinden, holt er sich aus der Tierhandlung eine Katze. Er wählt einen schon fast ein Jahr alten Kater, der wegen seines Aussehens von den anderen Kunden immer verschmäht wurde. Der Kater, von Kanda „Fukumaru“ getauft, hatte sich schon mit einem ewigen Dasein im Tierladen abgefunden. Nun ist er umso glücklicher, endlich ein Herrchen gefunden zu haben. Und auch Kanda schließt ihn schnell ins Herz. Schritt für Schritt lernt er, worauf es bei der Katzenhaltung ankommt. Fukumaru bereichert merklich Kandas Alltag, der sich immer wieder an Fukumarus niedlichem und unerwartetem Verhalten erfreut. Doch muss er sich auch noch an das Zusammenleben mit dem Tier gewöhnen. So macht sich Kanda große Sorgen, als er den Kater erstmals allein zu Hause lässt und fällt seinen Kollegen als ungewöhnlich geistesabwesend auf. Sein bester Freund Kobayashi, ein Hunde-Fan, ist von der Anschaffung des Katers zunächst wenig begeistert. Aber der Freundschaft zuliebe gesteht er doch ein, dass der ihm eher feindlich gesinnte Fukumaru ein niedliches Tier ist. Außer mit Kobayashi pflegt der Kater auch eine Feindschaft mit Kandas Flügel, der ihm unheimlich ist, Lärm macht und ihm die Aufmerksamkeit seines Herrchens wegnimmt.

## Veröffentlichung
Der Manga erscheint seit 2017 im Magazin Gekkan Shōnen Gangan beim Verlag Square Enix. Zuvor erschienen bereits Kurzgeschichten auf der Online-Plattform pixiv, direkt veröffentlicht durch Umi Sakurai. Dieser brachte die Kapitel auch gesammelt in bisher 15 Bänden heraus (Stand Juni 2025). Bereits der erste Band der Serie verkaufte sich in zwei Wochen nach Veröffentlichung über 90.000 Mal. Der zweite erreichte dann Verkaufszahlen von über 150.000 in vier Wochen.
Eine deutsche Fassung wird seit Oktober 2021 von Manga Cult in bisher zwölf Bänden herausgegeben (Stand: August 2024). Eine spanische erscheint bei Norma Editorial und eine englische beim amerikanischen Imprint Square Enix von Random House.

## Adaption
Seit 1. Januar 2021 wird von TV Tokyo und TV Ōsaka ein Dorama auf Grundlage des Mangas ausgestrahlt. Die Drehbücher schrieben Mitsuhiko Fujimi und Date-san, Regie führten Keijiro Tsubakimoto und Masahiro Soejima. Kanda wird dargestellt von Masao Kusakari. Ryunosuke Kamiki spricht die Stimme von Fukumaru.

## Rezeption
In Kulturzeit werden die Geschichten in A Man and His Cat als „kurze Kapitel der Hoffnung, der Freude, aber auch des Lebensschmerzes“ vorgestellt. Die Serie sei ein „Manga über und gegen Einsamkeit“, der sich in die Herzen schleiche.